# 博尔斯贝克
博尔斯贝克（荷蘭語：Borsbeek，荷蘭語發音：[ˈbɔrzbeːk] ⓘ）是比利时弗拉芒大區安特衛普省安特衛普區的一个市镇，通行荷蘭語，是弗拉芒社群的一部分，面积3.92平方千米，人口10,949人（2020年1月1日）。博尔斯贝克计划于2025年并入安特卫普，成为安特卫普的第10区。